# Euagathis sentosa
Euagathis sentosa är en stekelart som beskrevs av Chen och Yang 1995. Euagathis sentosa ingår i släktet Euagathis och familjen bracksteklar. Inga underarter finns listade i Catalogue of Life.